# نظرية الكيك
نظرية الكيك هي استعارة عن التنمية الاقتصادية وإعادة توزيع الثروة في الخطاب السياسي في الصين. ظهرت في عام 2010 عندما أصبحت المشاكل المتعلقة بتزايد فجوة الثروة أكثر وضوحًا بشكل تدريجي. إذا كان يُنظر إلى التنمية الاقتصادية على أنها مشابهة لخبز كعكة، فإن أحد جوانب النقاش يشير إلى أن التنمية يجب أن تركز على «تقسيم الكعكة بشكل أكثر إنصافًا»، بينما يقول الآخر إن التنمية يجب أن تركز على «خبز كعكة أكبر».

## الملخص
نتج عن ثلاثين عامًا من النمو الاقتصادي في الصين ارتفاع مستويات المعيشة ونمو كبير في الدخل القومي، ولكنه أدى أيضًا إلى اتساع فجوة الثروة ومجموعة من المشكلات الاجتماعية المرتبطة بها. تظهر الصراعات بين «من يملكون» و«من لا يملكون» في المجتمع. يُنظر إلى الأثرياء الجدد على أنهم المستفيدون بشكل مختلف من عملهم الشاق وطابعهم الجريء في ظل اقتصاد السوق الجديد أو كغشاشين للنظام وورثة امتيازات غير عادلة. في المؤتمر الوطني لنواب الشعب عام 2010 لاحظ رئيس مجلس الدولة ون جيا باو أنه «يجب علينا تطوير اقتصادنا لجعل كعكة الرخاء أكبر، ولكن أيضًا استخدام نظام معقول لتوزيع الكعكة بشكل عادل».
للتعامل مع الصراعات الحادة المتزايدة بين مجموعات المصالح المختلفة، قيل إن الحزب الشيوعي الصيني انقسم أيديولوجيًا حول «قضية الكعك». من ناحية يقترح الشيوعيون الأرثوذكسيون أن الحل هو التركيز على توزيع الثروة مع السعي لتحقيق نمو أعلى («تقسيم الكعكة»)، بينما يقترح الإصلاحيون والليبراليون أن الحل هو متابعة النمو المستمر والقلق بشأن تقسيم الثروة بمجرد الوصول إلى عتبة الثروة المادية («خبز كعكة أكبر»).
ظهر الانقسام الأيديولوجي علنًا في حرب كلامية في أواخر عام 2011، عندما صرح رئيس حزب قوانغدونغ وانغ يانغ أنه «يجب على المرء أن يخبز كعكة أكبر أولاً قبل تقسيمها». قال وانغ إن «التنمية الاقتصادية المستمرة» يجب أن تكون لها الأسبقية على جميع المهام الأخرى. رداً على ذلك قال رئيس حزب تشونغتشينغ بو شيلاي «يعتقد بعض الناس [...] أنه يجب على المرء أن يخبز كعكة كبيرة قبل تقسيمها، لكن هذا خطأ من الناحية العملية. لأنه إذا كان توزيع الكعكة غير عادل، فإن أولئك الذين يصنعون لن يشعرون بالحافز لخبز الكعكة، لذلك لا يمكننا خبز كعكة أكبر».
إن نهج «فرق الكيك» الذي يتسم بالمساواة هو عنصر مهم في «نموذج تشونغتشينغ» الذي قدمه السياسي النجم السابق بو زيلاي. أعطى بو حشود المدينة من العمال المهاجرين وضع الإقامة حتى يتمكنوا من التمتع بنفس الحقوق والامتيازات الممنوحة لسكان الحضر، مثل الرعاية الصحية والتعليم. بالإضافة إلى ذلك اتبع بو مجموعة واسعة من برامج الإسكان العام، واتخذ إجراءات صارمة ضد رجال العصابات المحليين ورجال الأعمال وأصدقائهم في الحكومة. في حين أن «نموذج تشونغتشينغ» حصل على جوائز كبيرة من بعض كبار قادة الصين. لاحظ النقاد أنه في النهاية أصبح يعتمد بشكل كبير على شخصية بو شيلاي نفسه، وبالتالي سيكون من الصعب توسيع النموذج ليشمل مناطق أخرى من البلاد.
ويقال إن هذا التشبيه يرمز إلى الصراعات الأيديولوجية داخل المستويات العليا من القيادة الصينية. حيث إنه يطرح السؤال المركزي حول ما إذا كان ينبغي أن يكون هناك المزيد من النمو أو التوزيع العادل في قلب جدول الأعمال السياسي للصين.